# Brand New Unit
Brand New Unit var ett kanadensiskt hardcore-band från Vancouver. Bandet bildades 1991 nära Surrey och gick under namnet B.N.U de första åren. Bandet medverkade på samlingsalbum Thrasher Skate Rock Vol. 11 och 1992 vann man en tävling anordnad av radiokanalen CITR-FM, där priset var studiotid.
Bandets tidigare alster var influerade av band som 7 Seconds och Dag Nasty, medan de senare bär drag av posthardcore. Bandet gav ut skivor på HeartFirst Records, Byo Records och Burning Heart Records innan det splittrades 2000. I februari 2010 återförenades bandet.